# Bakewell

civil parish w Derbyshire

Bakewell – miasto i civil parish w środkowej Anglii (Wielka Brytania, w regionie East Midlands, w hrabstwie Derbyshire, w dystrykcie Derbyshire Dales. Leży nad rzeką Wye, w granicach Parku Narodowego Peak District, 12,1 km od miasta Matlock, 35 km od miasta Derby i 217,8 km od Londynu. W 2001 roku miasto liczyło 3676 mieszkańców. W 2011 roku civil parish liczyła 3949 mieszkańców. Bakewell zostało wspomniane w Domesday Book (1086) pod nazwą Badequella.
Na wschód od miasta znajduje się rezydencja Chatsworth House.